# Iszlam Jahjajevics Timurzijev
Iszlam Jahjajevics Timurzijev oroszul: Ислам Яхьяевич Тимурзиев  (Nazrany, Csecsen-Ingus Autonóm Szovjet Szocialista Köztársaság, Szovjetunió, 1983. január 9. – Ingusföld, 2015. augusztus 31.) orosz amatőr ökölvívó.

## Eredményei
- 2001-ben junior Európa-bajnok szupernehézsúlyban.
- 2004-ben aranyérmes az orosz bajnokságban szupernehézsúlyban.
- 2006-ban Európa-bajnok szupernehézsúlyban.
- 2007-ben ezüstérmes az orosz bajnokságban. A döntőben Denisz Szergejevtől szenvedett vereséget.
- 2007-ben  bronzérmes a világbajnokságon szupernehézsúlyban..